# 伊利莎伯大廈

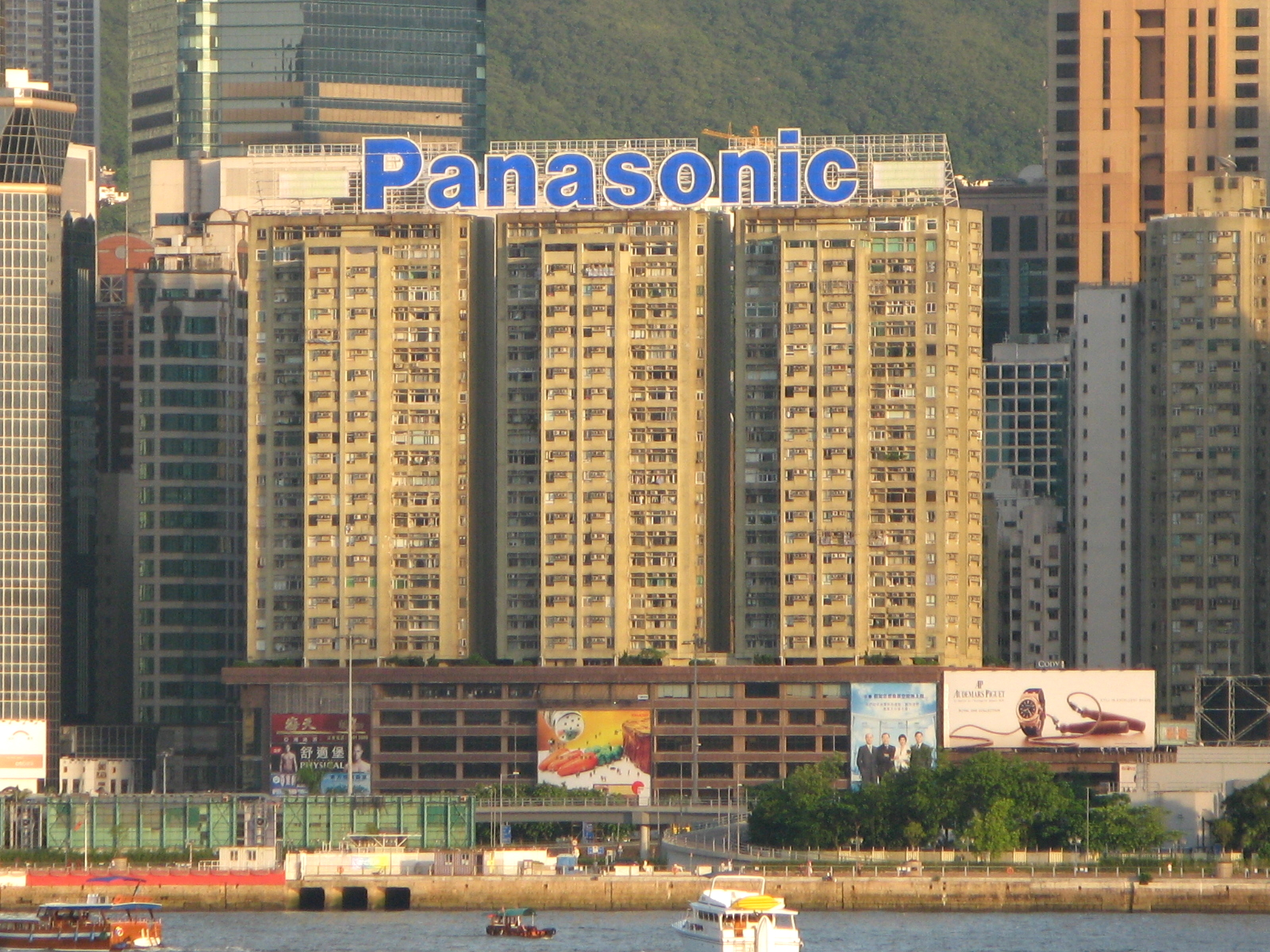
伊利莎伯大廈

伊利莎伯大廈，是香港港島灣仔區銅鑼灣的消費娛樂場所地標、香港商場及屋苑之一。伊利莎伯大廈前身是煙草貨倉及辦公室，於1978年由長江實業、亨隆地產投資、周大福企業及新鴻基地產聯手合作發展，共分為A、B、C三座，樓高28層，設468伙住宅，實用面積由540至906方呎不等。物業7樓以下基座是商場及停車場。

## 簡介

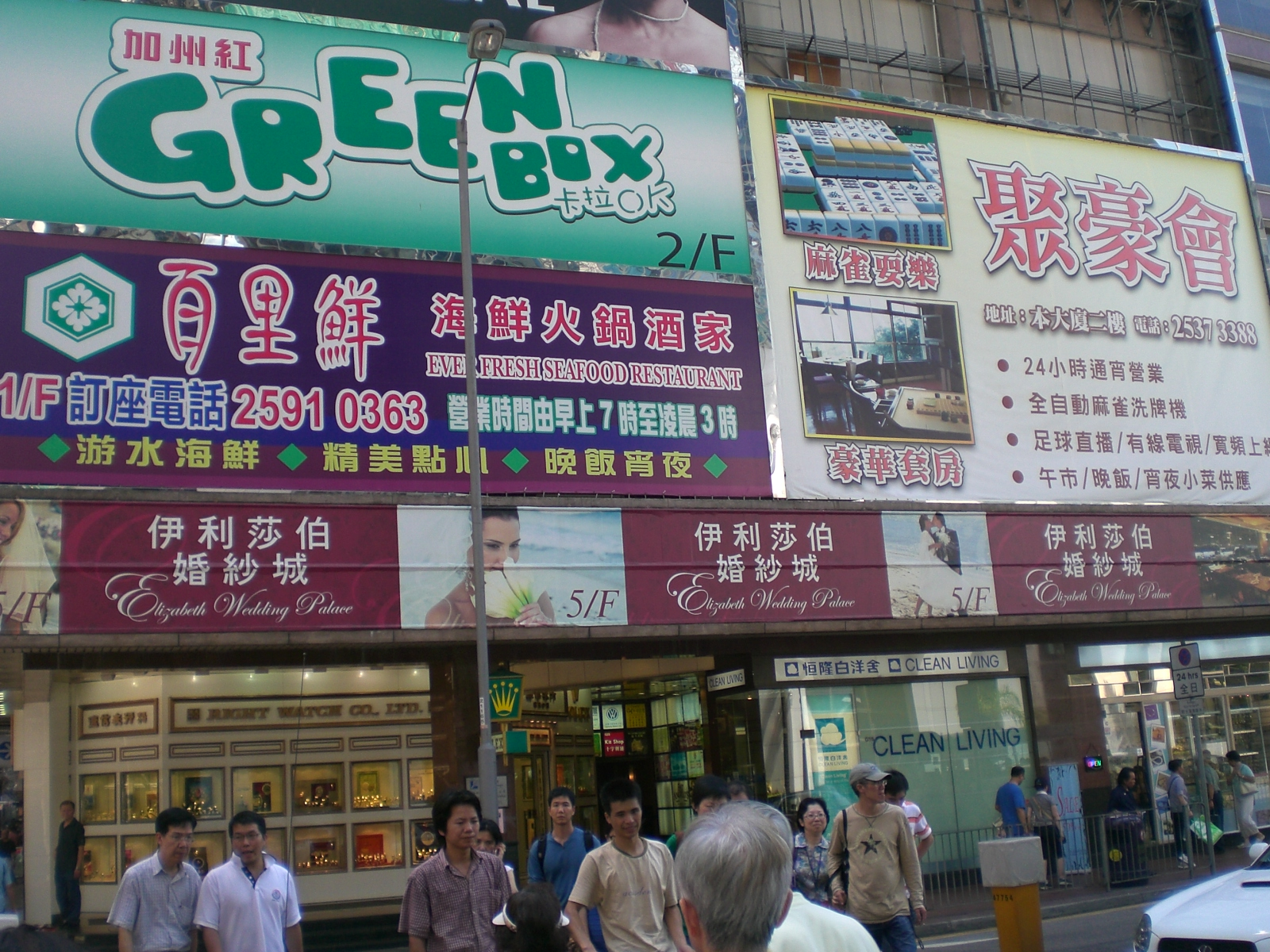
伊利莎伯大廈商場

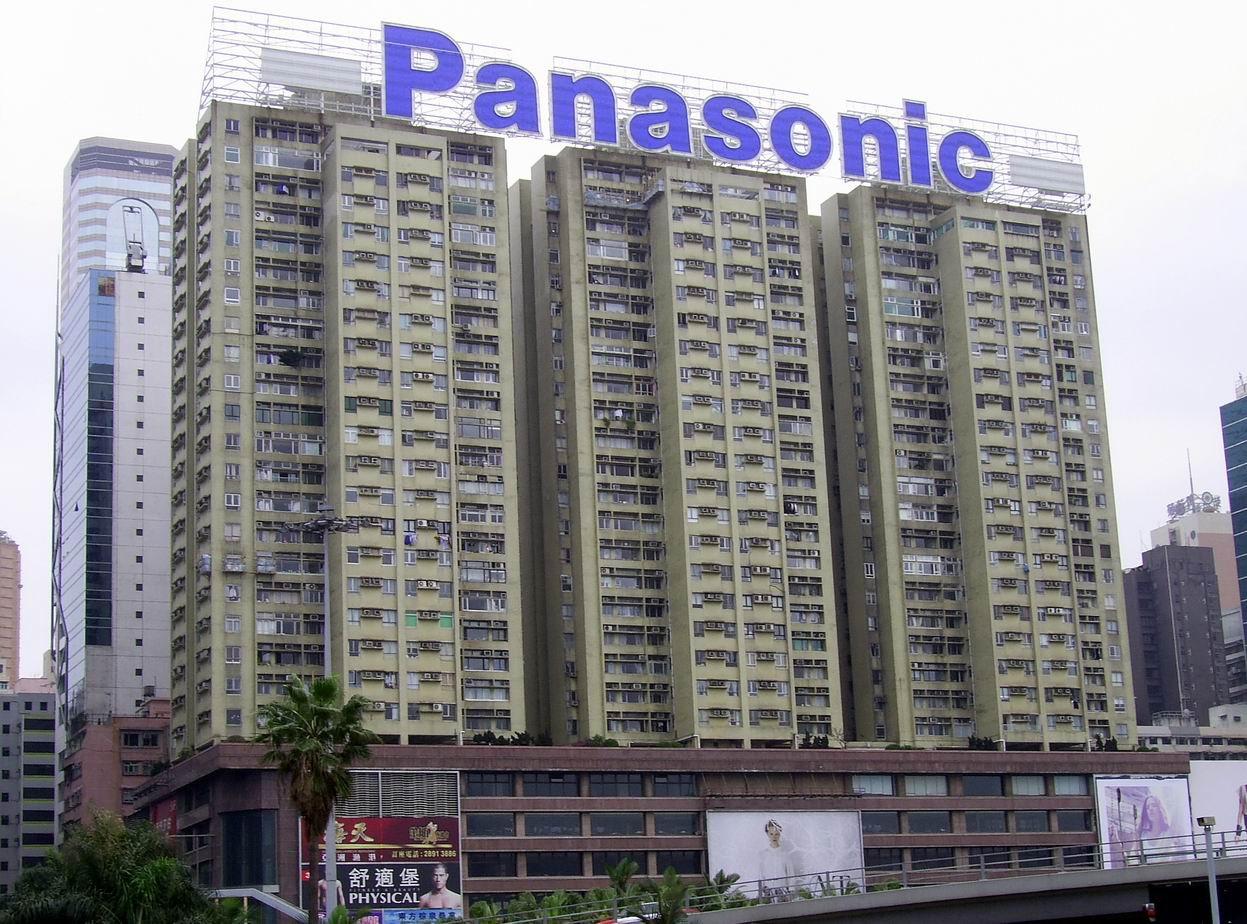
近觀伊利莎伯大廈

伊利莎伯大廈北面景觀，望香港海底隧道及維多利亞港等。過海隧道巴士到港島隧道出口，乘客南望第一座建築物就是伊利莎伯大廈。
外牆掛有戶外大型海報，宣傳城中熱賣商品、歌星演唱會等。樓頂有Panasonic大型霓虹燈招牌，早年為星辰表，約於1998年更換，由已故霓虹光管師傅尹炳光所製作，為香港維港兩岸最後一個現存的霓虹光管招牌。到2021年8月，信興集團表示該霓虹燈招牌將會改為使用LED燈。雖然曾經聯絡M+博物館，希望可以保育收藏，但博物館表明初步不作保育。
節日欣賞煙花，其望海景的樓層，酒樓、西餐廳及夜店等，顧客也一早滿座。
伊利莎伯大廈基座是設有商場及停車場，樓面面積約23.5萬平方呎。2005年，永倫集團以14.8億港元購入伊利莎伯大廈基座。2011年，伊利莎伯大廈基座完成翻新工程。2020年，伊利莎伯大廈基座再次進行翻新工程，直至2025年拆除工程棚架，但翻新工程未有完成，大廈基座石屎框結構外露。

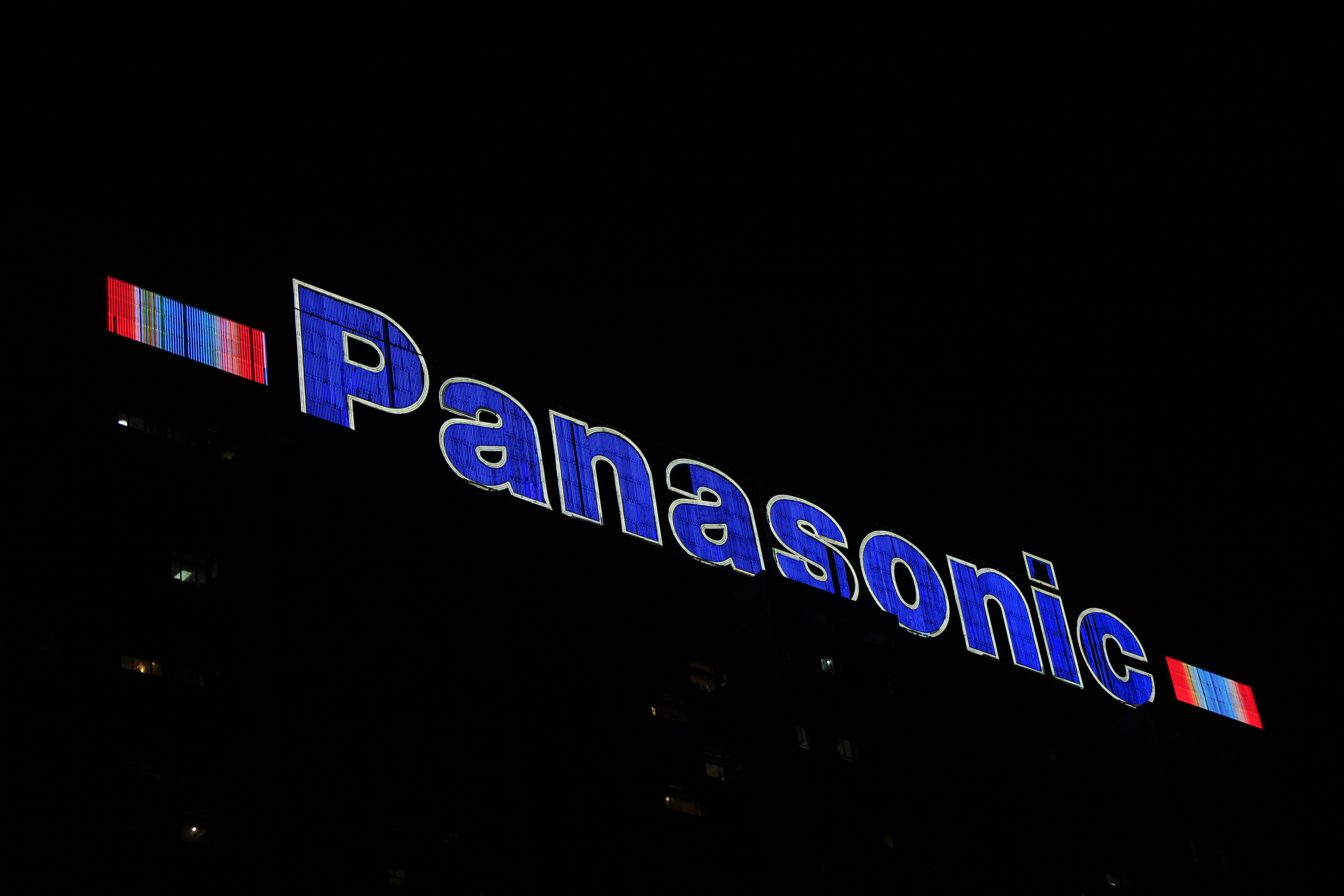
晚間天台亮起的巨型樂聲牌霓虹招牌

## 事件
1984年伊利莎伯大廈花槽藏雙屍命案

### 維修
2013年，屋苑接獲屋宇署的強制驗樓令。
2015年初業主大會通過維修決定，以最低入標價計算，工程開支達1.2億元，每個住戶料最少要付22.8萬元至35.2萬元。不過尚未拍板哪間公司中標，業主已被要求先繳付首期6萬元費用，其後須再交兩期共12萬元，即首3期合共18萬元；最後一期金額則是「留白」，聲稱視乎招標總數才確定。業主質疑維修變相「無封頂」，欠缺保障，於是一批不滿的業主計劃5月24日召開大會並籌組法團，意圖推翻維修決定。

## 鄰近
- 銅鑼灣廣場
- 信和廣場
- 波斯富街
- 告士打道
- 堅拿道
- 謝斐道

## 交通

### 主要交通幹道
- 東區走廊
- 香港仔隧道
- 香港海底隧道